# Williams (Arizona)
Williams és una ciutat dels Estats Units a l'estat d'Arizona. Segons el cens del 2007 tenia 3.270 habitants.

## Demografia
Segons el cens del 2000, Williams tenia 2.842 habitants, 1.057 habitatges, i 733 famílies La densitat de població era de 25,2 habitants/km².
Dels 1.057 habitatges en un 36,2% hi vivien nens de menys de 18 anys, en un 51,1% hi vivien parelles casades, en un 13,3% dones solteres, i en un 30,6% no eren unitats familiars. En el 26,6% dels habitatges hi vivien persones soles l'11,4% de les quals corresponia a persones de 65 anys o més que vivien soles. El nombre mitjà de persones vivint en cada habitatge era de 2,69 i el nombre mitjà de persones que vivien en cada família era de 3,24.
Per edats la població es repartia de la següent manera: un 29,8% tenia menys de 18 anys, un 8,6% entre 18 i 24, un 28,3% entre 25 i 44, un 22,2% de 45 a 60 i un 11,1% 65 anys o més.
L'edat mediana era de 35 anys. Per cada 100 dones de 18 o més anys hi havia 96,4 homes.
La renda mediana per habitatge era de 32.455 $ i la renda mediana per família de 39.063 $. Els homes tenien una renda mediana de 27.237 $ mentre que les dones 25.162 $. La renda per capita de la població era de 16.223 $. Aproximadament el 9,9% de les famílies i el 12,8% de la població estaven per davall del llindar de pobresa.

## Poblacions més properes
El següent diagrama mostra les poblacions més properes.